# ستاره خدمت
ستاره خدمت (انگلیسی: Service star) ایالات متحده آمریکا ستاره ای مینیاتوری یا نقره ای پنج پر است که قطر آن ۳/۱۶ اینچ است و مجاز است که توسط اعضای هفت خدمات نظامیان ایالات متحده در مدال‌ها و روبان‌ها برای نشان دادن دوره خدمت یا دوره خدمات اضافی حمل گردد. ستاره خدمت همچنین ممکن است به عنوان یک ستاره نشان جنگی یا ستاره نبرد مطرح شود که بر اساس آن ستاره و نحوه استفاده از آن برای جایزه مجاز است.
ستاره‌های خدمات، ستاره‌های کمپین و ستاره‌های نبرد با یک نقطه ستاره که روی یک نوار بر روی نوار خدمت قرار دارد، حمل می‌گردد. یک ستاره نقره ای به جای پنج ستاره برنزی حمل می‌گردد. یک ستاره خدمت گاه بجای نشان ستاره برنزی (مدال ستاره برنز) یا ستاره نقره‌ای (مدال نقره ای ستاره) اشتباه گرفته می‌شود. ستاره خدمت نیز شبیه ستاره‌های ۵/۱۶ اینچی ستاره طلایی و نقره ای است که ممکن است مجاز به استفاده از دکوراسیون خاصی از خدمات خاص برای نشان دادن دکوراسیون‌های اضافی باشد.

## ستاره‌های خدمت

### مدال‌های اعزامی
ستاره‌های خدمات برای مدال‌های اعزامی ایالات متحده زیر مجاز هستند:
- مدال اعزامی نیروهای مسلح، مدال امدادرسانی نیروی دریایی و مدال اعزامی سپاه دریایی.
- ستاره‌های خدمات همچنین برای مدال مأموریت اعزامی جنگ جهانی جهانی علیه تروریسم مجاز هستند که از تاریخ ۹ فوریه ۲۰۱۵ تأمین می‌شوند و به خدمات ۱۱ سپتامبر ۲۰۰۱ مجدداً اعمال می‌شوند.[۱]

هر ستاره نشان دهنده اعزام یک سرباز در حمایت از عملیات تأیید شده‌است.
- تنها یک مدال مأموریت اعزامی جنگ جهانی جهانی علیه تروریسم برای هر عملیات اعطا می‌شود.

## مدال برای ۵ عملیات جهانی
پنج عملیات جهانی علیه تروریسم که مدال برای آن داده می‌شود شامل:
- عملیات آزادی بلندمدت: از ۱۱ سپتامبر ۲۰۰۱
- جنگ عراق: ۱۹ مارس ۲۰۰۳–۳۱ اوت ۲۰۱۰
- سایه نوماد: از ۵ نوامبر ۲۰۰۷
- سپیده دم: ۰۱ سپتامبر ۲۰۱۰–۳۱ دسامبر ۲۰۱۱
- حل منصفانه: ۱۵ ژوئن ۲۰۱۴

## مدال‌های خدمات
ستاره‌های برنز خدمت برای مدال‌های خدمات ایالات متحده مانند مدال زندانیان جنگ، مدال خدمات دفاع ملی، مدال خدمات انسان‌دوستانه، مدال هواپیما و فضانوردی و مدال خدمات داوطلبانه نظامی به منظور تعیین جوایز اضافی مجاز است. ستاره خدمات برنز همچنین برای جوایز خاص مانند مجوز واحد ریاست جمهوری (نیروی دریایی و تفنگداران دریایی) مجاز می‌باشد تا جایزه دوم و بعدی را به نمایش بگذارد.
برای مدال خدمات دفاع ملی، اضافه شدن ستاره برنز خدمت برای نشان دادن مشارکت در چهار منازعه جنگی زیر است:
جنگ کره،
جنگ ویتنام
جنگ خلیج فارس
جنگ با تروریسم
مدال‌ها به شرح زیر است:
- مدال اول: هر یک از چهار درگیری‌ها
- ستاره برنز دومین مدال: دو تا از چهار درگیری
- دو ستاره برنز سومین مدال: سه تا از چهار درگیری
- سه ستاره برنز چهارمین مدال: تمام چهار درگیری

| هر یک از چهار درگیری‌ها                         |
| ستاره برنز دومین مدال: دو تا از چهار درگیری    |
| دو ستاره برنز سومین مدال: سه تا از چهار درگیری |
| سه ستاره برنز چهارمین مدال: تمام چهار درگیری   |

همان‌طور که مدت زمانی از پایان دوران جنگ کره در سال ۱۹۵۴ تا آغاز جنگ جهانی علیه تروریسم در سال ۲۰۰۱، ۴۷ سال است، بسیار نامعقول است که هر شخص برای تمام چهار مدال خدمات دفاع ملی در تمام چهار دوره دارای صلاحیت فرض گرفته شود.

## ستاره‌های کمپین
برای مدال‌های کمپین ایالات متحده مانند مدال خدمات کره، مدال خدمات ویتنام، مدال خدمات جنوب آسیا، مدال کمپین بین‌المللی کوزوو، مدال کمپین افغانستان و مدال کمپین بین‌المللی عراق، ستاره‌های برنز و نقره برای نشان دادن مشارکت در یک کمپین مشخص یا فاز یا دوره در آن حمل می‌گردد.
| اول از هفت دوره  |
| دو از هفت دوره   |
| سه از هفت دوره   |
| چهار از هفت دوره |
| پنج از هفت دوره  |
| شش از هفت دوره   |
| تمام هفت دوره    |

## ستاره‌های نبرد
از تاریخ ۲۶ فوریه ۲۰۰۴، مدال مأموریت اعزامی جنگ جهانی علیه تروریسم و مدال خدمت جنگ جهانی علیه تروریسم مجاز است که با ستاره‌های نبرد برنز و نقره برای پرسنلی که در جنگ‌های خاص دخیل بودند، اعطا شود، جنگ‌هایی که خطر جدی مرگ یا آسیب جدی جسمی از طریق اقدام دشمن برایشان داشته‌است. با این حال، اگرچه مجاز به حمل این مدالها هستند، هیچ ستاره نبردی برای حمل تأیید نشده‌است. فقط یک فرمانده فرماندهی یکپارچه رزمی ایالات متحده آمریکا می‌تواند روند درخواست یک ستاره نبرد را آغاز کند. رئیس ستاد مشترک ارتش مقام معتبری است که این امر را باید تأیید کند.

## کشتی جنگی نیروی دریایی
از لحاظ تاریخی، در طول جنگ جهانی دوم و جنگ کره، سفارش‌های مدال به نام «ستارگان نبرد» نیز برای کشتی جنگی نیروی دریایی ایالات متحده جهت مشارکت وسیع در جنگ یا آسیب دیدگی در شرایط نبرد صادر شد. به همین ترتیب، در طول جنگ ویتنام و پس از آن، جایزه اثربخشی نبرد به جای ستاره‌های نبرد اعطا شد. این جایزه برای بهره‌وری برتر نبرد بجای عملیات جنگی قرار گرفت.